# سمهود
قرية سمهود هي إحدى القرى التابعة لمركز أبو تشت في محافظة قنا في جمهورية مصر العربية. حسب إحصاءات سنة 2006، بلغ إجمالي السكان في سمهود 19324 نسمة، منهم 9871 رجل و9453 امرأة.

## التاريخ
تعد قرية سمهود من القرى القديمة، حيث ذكر هنري جوتييه في كتابه «قاموس الأسماء الجغرافية الواردة في النصوص الهيروغليفية» أن اسمها القديم «Sma behdit» ومعناه «اتحاد العرش»، كما ذكر إميل أميلينو في كتابه «جغرافية مصر في العصر القبطي» أن اسمها في العصر القبطي كان «Semhout» أو «Psemhout» وهو الذي حُرّف عربيًا إلى «سمهود». وذكر ابن مماتي وابن الجيعان أنها كانت ضمن الأعمال القوصية في العصرين الأيوبي والمملوكي. ونظرًا لاتساع زمامها، انفصلت عنها عدة قرى في عصر أسرة محمد علي باشا، وهي كالتالي:
- الأميرية سنة 1231 هـ/1813م.[6]
- الأوسط سمهود سنة 1231هـ/1816م باسم «الطود والمخلبطيّة وبني برزة»، ثم ضُمت إلى تلك النجوع «نجع العوامر» سنة 1245هـ/1830م، وتغير اسم القرية إلى «الأوسط سمهود».[7]
- البحري سمهود سنة 1259 هـ/1843م.[7]
- الخوالد سنة 1245 هـ/1830م.[8]
- الشرقي سمهود سنة 1245 هـ/1830م.[9]
- القبلي سمهود سنة 1259 هـ/1843م.[10]
- النجمة والحمران سنة 1231 هـ/1816م.[11]
- كوم جابر سنة 1231 هـ/1816م.[12]
- بلاد المال بحري سنة 1231هـ/1816م باسم «بلاد المال». وفي سنة 1259هـ/1843م، فُصل قسم من القرية باسم «بلاد المال قبلي»، فصارت البلدة القديمة تُعرف باسم «بلاد المال بحري».[11]